# Achelacy
Achelacy est un village iroquoien du Saint-Laurent. Visité par l'explorateur Jacques Cartier en 1535 et en 1540, il n'en existe aucune trace de nos jours. 

## Toponymie
Dans ses Relations, Jacques Cartier utilise d'abord le terme « Achelayy » puis « Hochelay » par la suite. Achelaï, Ochelay, Ochelai, Ochela sont des variantes ou bien des lieux s'y rapprochant géographiquement.

## Géographie
Le lieu est localisé en amont de Stadaconé, au pied des rapides Richelieu, dans les environs de ce qui est aujourd'hui Portneuf, Donnacona ou Sainte-Croix (46° 40′ 23″ N, 71° 49′ 23″ O),. L'archéologie n'a pas encore permis de situer l'endroit avec précision.

## Histoire
Le 19 septembre 1535, Jacques Cartier arrive à Achelacy qu'il décrit comme « ung destroit dudit fleuve fort courant et dangereux ». Il y fait la rencontre du chef local et prend avec lui une fillette du village de huit ou neuf ans. Elle sera amenée en France avec d'autres autochtones dont Donnacona l'année suivante.
Lors de son troisième voyage, en septembre 1541, Cartier amène deux garçons à Achelacy pour qu'ils apprennent le laurentien. Il offre au chef un « manteau de drap rouge de Paris garni de boutons en   étain jaunes et blancs et orné de clochettes [...] deux bassins en laiton ainsi que quelques hachettes et couteaux ». À son retour d'Hochelaga, les habitants de la province de Canada (dont ceux d'Achelacy avec qui les relations étaient pourtant bonnes) sont devenus hostiles. Les Français, harcelés, abandonneront leur campement de Charlesbourg-Royal en juin 1542. 
Quand Samuel de Champlain passe en 1603, Achelacy n'existe plus. Le village aurait disparu au minimum vingt ans auparavant.